# Jaciment arqueològic de la Cua de Lluert
La Cua de Lluert és un jaciment prehistòric del municipi dels Pacs del Penedès (Alt Penedès), inclòs a l'Inventari del Patrimoni Arqueològic i Paleontològic de Catalunya.
Amb una cronologia del Paleolític (-3000000/-9000) no gaire definida i una altra de l'edat del bronze (-1800/-650). Aquest jaciment ha estat identificat com un lloc d'habitació sense estructures conservades.

## Descobriment i historiografia
Les primeres prospeccions de què es tenen registres, són del 1983 a càrrec de Josep Gràcia i Giralt. La zona on està ubicat és al vessant sud de l'elevació cretàcica de Sant Jordi, prop d'una pedrera abandonada. En aquesta zona van aparèixer materials superficials en un antic camp d'ametllers i en algunes feixes de conreu inferiors.
Durant el 1998 es va dur a terme una rasa per fer passar la canalització de les aigües d'Abrera, que travessa la zona de les troballes. Amb el permís del Servei d'Arqueologia de la Generalitat de Catalunya, es va permetre a l'empresa Tríade S.C.P. dur a terme la prospecció de la traça i l'excavació d'urgència d'una sitja en el jaciment de Sant Pau inferior que està situat al costat. El finançament de les obres de la canalització va ser a càrrec de l'empresa Intecasa que era la que portava el treball de les obres. En aquest treballs es va documentar un sector on hi havia una concentració de restes arqueològiques a partir del tall de la rasa, però no es va actuar perquè no quedava afectat per les obres.

## Troballes arqueològiques
Malgrat l'erosió del vessant i les remocions agrícoles han aparegut ceràmiques de l'edat del bronze, a més d'elements de sílex com ascles, nuclis o restes de talla, fragments de destrals i aixes de pedra polida. També destaca la presència de rascadores d'origen Paleolític amb una datació poc determinable, en una zona del jaciment on només s'ha documentat material lític.